# La región salvaje
La región salvaje è un film del 2016 diretto da Amat Escalante.

## Riconoscimenti
- 2016 - Mostra del Cinema di Venezia
  - Leone d'argento - Premio speciale per la regia ad Amat Escalante
  - Nomination Leone d'Oro ad Amat Escalante
- Premio Ariel 2018
  - Miglior regia[1]